# 根特圣坎波公墓
根特圣坎波公墓（Campo Santo）是比利时根特著名的罗马天主教公共墓地，已被政府宣布为历史古迹。这个墓地位于根特的圣阿芒斯堡区（Sint-Amandsberg）区。

## 历史
公墓位于19米高的山顶上，其名称来自罗马旧名。1720年，主教腓利·埃兰德·范德诺特在此建了一座圣亚孟多小堂，为巴洛克风格。。根特的罗马天主教资产阶级都喜欢在这个地方举行重要的葬礼，几乎所有的天主教大家族的坟墓都在这里。1847年12月8日，该墓地于由当地本堂神父弗·若瑟·范达姆开放。最早埋葬于此的是伯爵夫人玛丽·德·亨普廷。

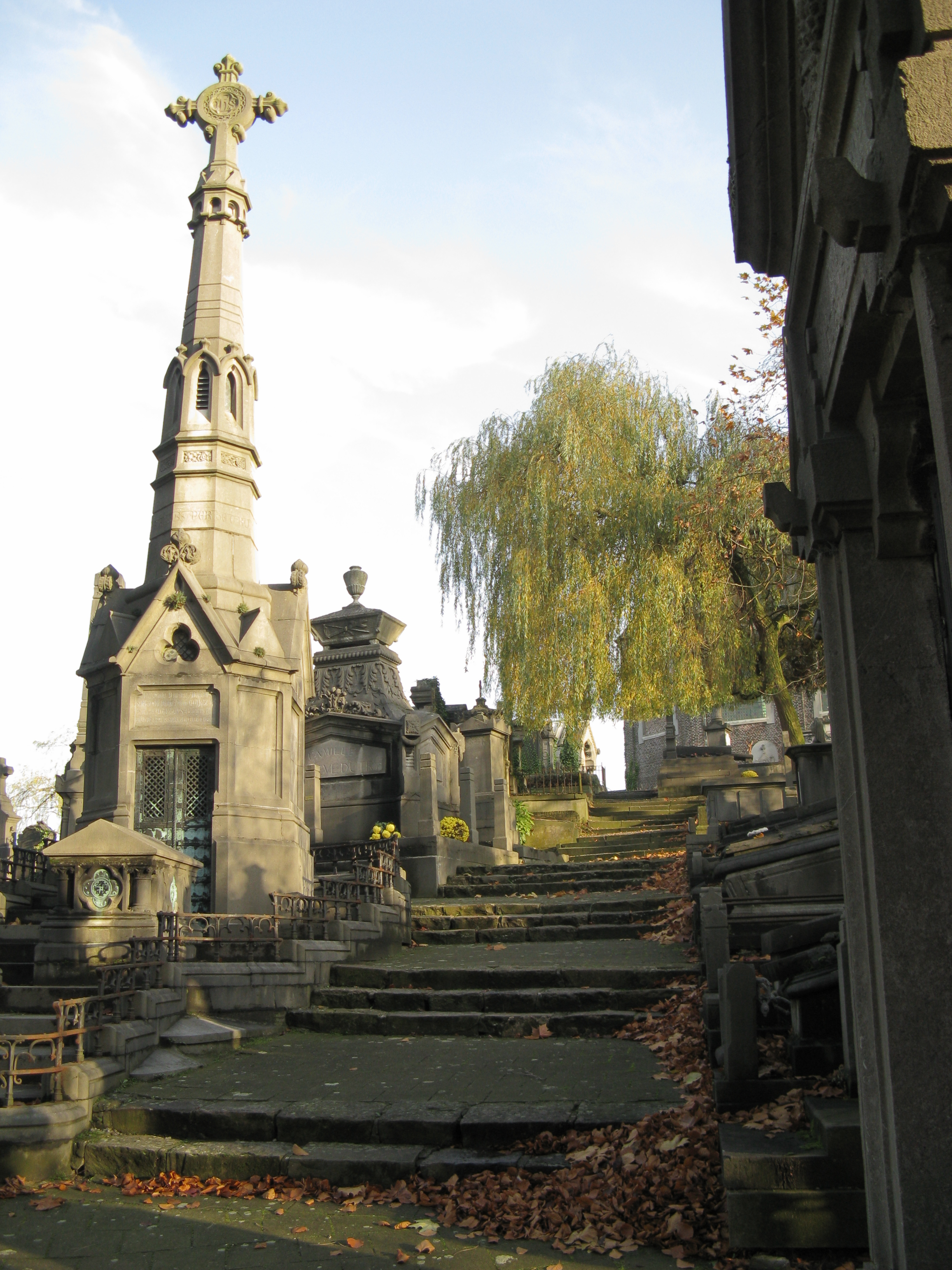
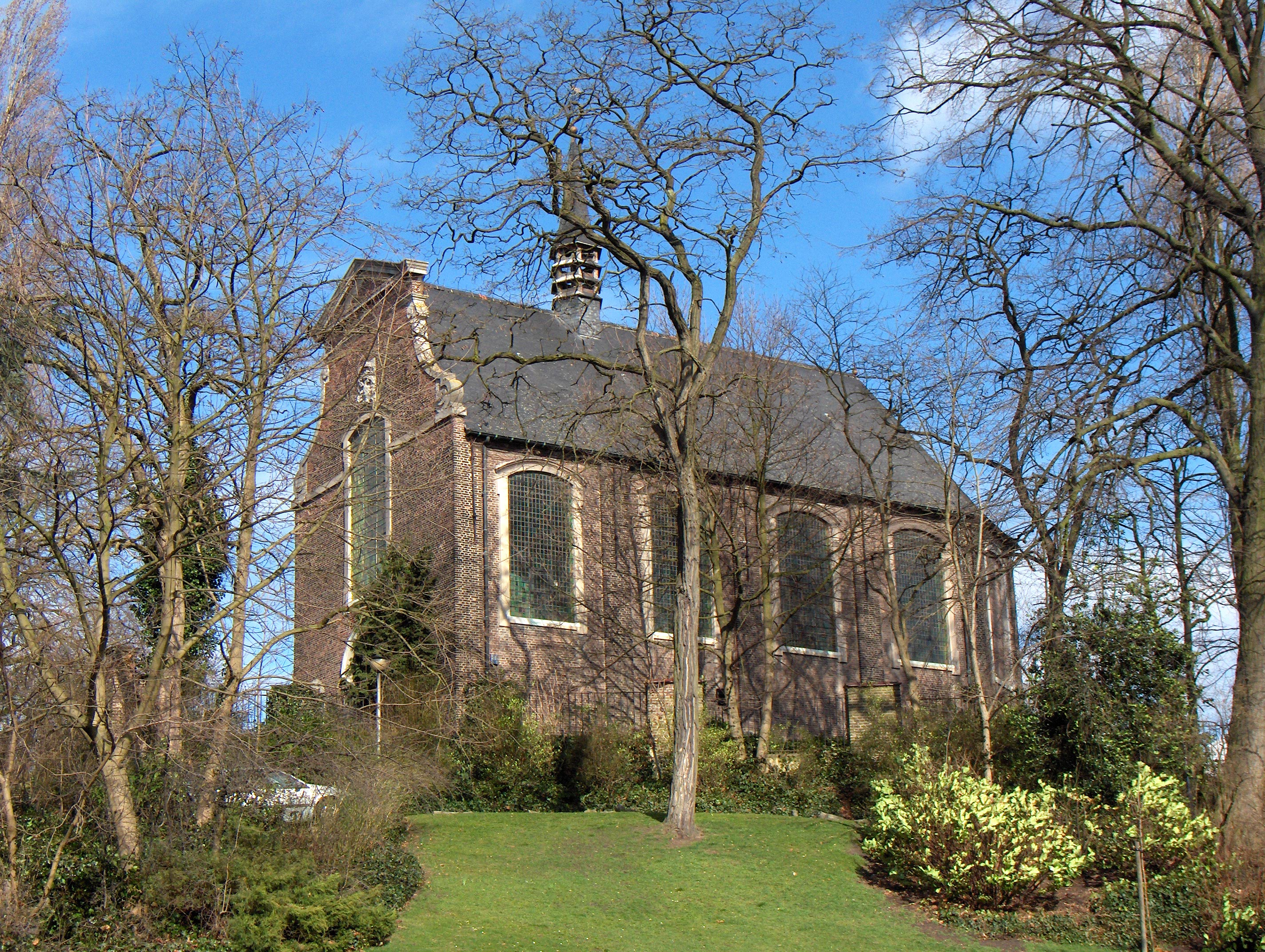
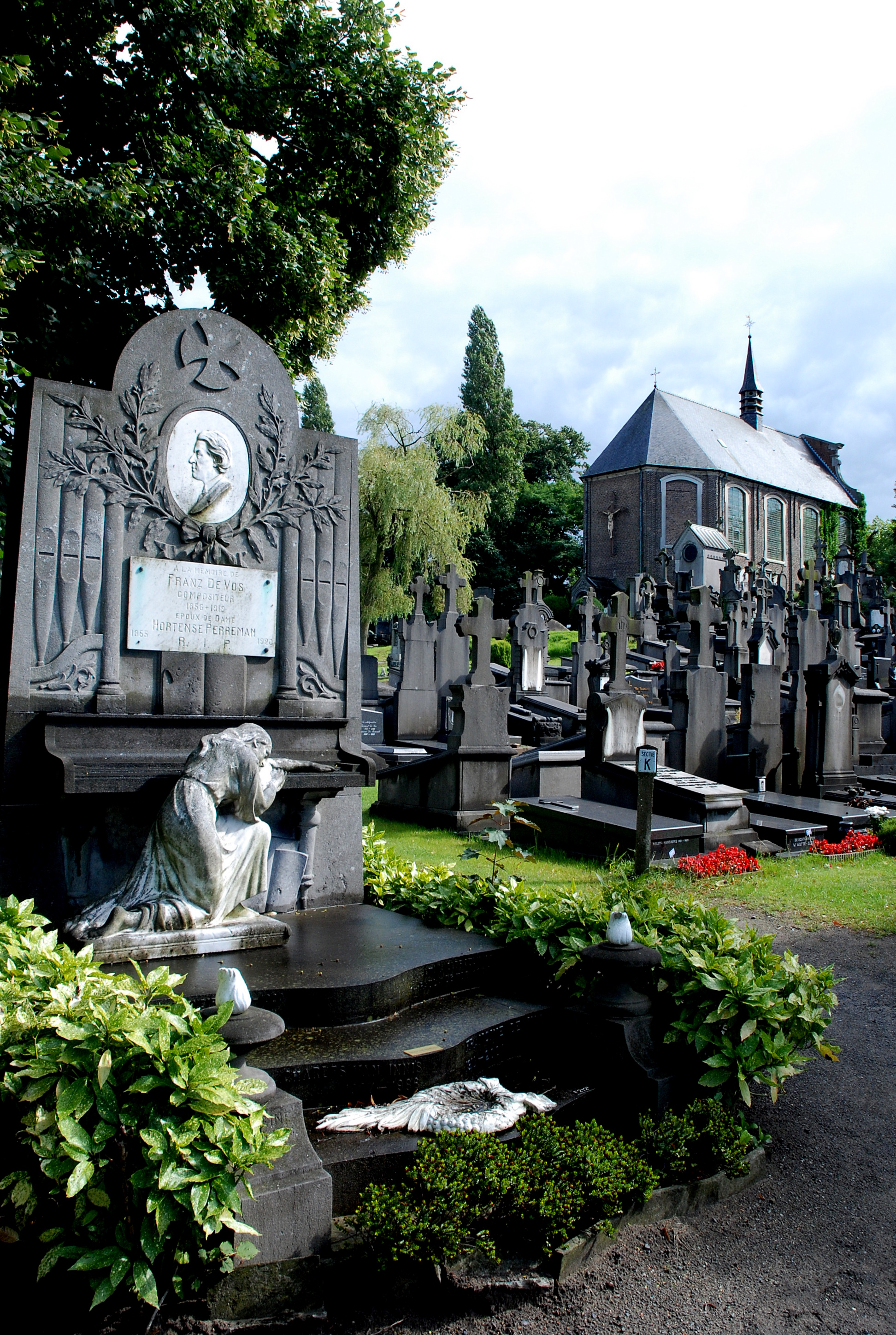

截至2016年，这里仍然是根特的著名的天主教艺术家，贵族和政治家的埋葬地点。埋葬于此的名人包括：
- 柯奈尔·海门斯
- 楊·荷特
- 维尔弗里德·马尔滕斯，首相
- 法朗士·麦绥莱勒，雕塑家